# موزه هوانوردی و فضایی ایون گرین
موزه هوانوردی و فضایی ایون گرین (انگلیسی: Evergreen Aviation & Space Museum) یک موزه هوایی است که تعدادی از هواپیماهای نظامی و غیرنظامی و همین‌طور فضاپیما‌ها را در آن در معرض دید عموم قرار داده‌اند. عمده شهرت این موزه بابت حضور هواپیمای هیوز اچ-۴ هرکولس در این موزه می‌باشد. موزه در مکمینویل، اورگن قرار دارد.